# كارلا حداد
 كارلا حداد (11 أكتوبر 1981-) إعلامية، ممثلة وعارضة أزياء لبنانية. 

## حياتها
ولدت كارلا في بيروت، أصلها من بلدة روم (جزين) درست الصحافة والإعلام في الجامعة، وعندما تخرجت عملت كعارضة أزياء.
بدأت مشوارها الفني في سن السابعة عشرة من خلال مجال تصوير الإعلانات التجارية وعروض الأزياءكما ظهرت كموديل في كليب «أمان أمان» للفنان ربيع الخولي. دخلت مجال التلفزيون عام 1999 عبر شاشة المؤسسة اللبنانية للإرسال ال بي سي بمحض الصدفة مع فريق «منع في لبنان» الذي كان يديره الكاتب المسرحي مارك قديح وشاركت معهم في العروض الساخرة، إنتقلت بعدها لتقديم «النشرة الجوية» ضمن نشرة الأخبار المسائية، عام 2001 قدمت برنامجها الخاص الأول «كارلا لالا» وكان ذو طابع فني من إعداد طوني خليفة، إضافة للبرنامج الساخر منع في لبنان، في تموز عام 2006 قدمت البرنامج الغنائي الضخم يا ليل يا عين مع زوجها الأول طوني أبو جودة.
شاركت كارلا في المسلسل «خطايا صغيرة» الذي كان نقطة الانطلاقة في التمثيل عام 2005، وفي عام 2010 قدمت برنامج حلوة ومرة مع عدة زميلات تحول فيما بعد ليصبح حلوة بيروت مع المنتجة رولا سعد، عام 2013 إنتقلت لشاشة إم تي في اللبنانية لتقدم برنامج رقص النجوم بنسخته العربية لموسمين، إضافة لتقدميها المسرحيات الكوميدية والإعلانان مع زوجها طوني أبو جودة، في مارس 2016 بدأت بتقديم برنامج المواهب نجم الكوميديا على قناة الحياة المصرية وإم تي في اللبنانية.
في مارس 2018 قدمت برنامج المواهب«نجوم بلا حدود» بموسمه الثاني على شاشة قناة الآن. في مارس 2019 عادت إلى المؤسسة اللبنانية للإرسال لتقديم برنامج فني منوع بعنوان ست وستات وتغير اسمه ليصبح «في ميل» واستضافت فيه العديد من النجوم.في يناير 2023. قدمت برنامج "The stage المسرح "في رمضان 2023 شاركت بتقديم برنامج المقالب  رامز نيفر إند مع رامز جلال على شاشة  إم بي سي
وتم تصويره في السعوديةفي يونيو 2023 قدمت حفل جوائز مهرجان الزمن الجميل بدورته السادسة. 

## حياتها الخاصة
تزوجت من الإعلامي والممثل طوني أبو جودة في الرابع من أكتوبر 2004 عام 2009 رزقت بابنتها الوحيدة ليا، وفي 8 يونيو 2020 أعلنت انفصالها رسميًّا عن زوجها بعد زواج دام 16 عامًا. في التاسع من سبتمبر أعلنت زواجها من اللبناني وائل قسيس